# Carl Ludwig Traugott Glaeser
Carl Ludwig Traugott Glaeser (* 14. September 1747 in Ehrenfriedersdorf; † 31. Januar 1797 in Weißenfels) war ein deutscher Komponist und Kantor an der Stadtkirche in Weißenfels.

## Familie
Glaeser war der Sohn des Ehrenfriedersdorfer Rektors Carl Gotthelf Glaeser der Ältere (1715–1792) und seiner Ehefrau Charlotte Stieler (1722–1789). Er stammte aus einer sächsischen Kantorenfamilie, die zahlreiche Kantoren und Pastoren hervorgebracht hat. 
Er heiratete 1775 Amalie Marie Ziesche (1756–1832) und hatte mit ihr zehn Kinder, darunter 
- die Tochter Friederike (1778–1819), die den Landrat von Naumburg (Saale) Carl Peter Lepsius (1775–1853) heiratete,
- die Tochter Charlotte (1779–1851), die den Bergwerksdirektor Carl Gotthelf Wellner (1762–1834) heiratete,
- den Sohn und Komponisten Carl Gotthelf Glaeser der Jüngere (1784–1829)
- sowie den Kaufmann in Berlin und Rittergutsbesitzer Carl Heinrich Glaeser (1786–1849) und
- die jüngste Tochter Julie (1794–1875), die nach dem frühen Tod ihrer Schwester den Landrat von Naumburg (Saale) Carl Peter Lepsius (1775–1853) heiratete und deren Kinder erzog.

## Werdegang
Glaeser besuchte von 1761 bis 1769 die Thomasschule in Leipzig, wo er Schüler des Thomaskantors Johann Friedrich Doles war. Anschließend erfolgte bis 1771 ein Studium der Musik an der Universität Leipzig. Nach dem Examen trat Glaeser die Stelle des Kantors an der Stadtkirche und am Gymnasium illustre Augusteum in Weißenfels an.

## Werke
Zu seinen bekanntesten Kompositionen gehört das 1792 entstandene Lied Feinde ringsum, dessen Melodie Johann Heinrich Christian Nonne 1814 für sein (heute bekannteres) Gedicht Flamme empor zur Siegesfeier der Völkerschlacht bei Leipzig von 1813 verwendete. 
1791 entstanden Kurze Klavierstücke zum Gebrauche beim Unterricht. Auch als Komponist von Klavieretüden ist er hervorgetreten.